# Andrzej Gorra
Andrzej Gorra lub Andrzej Góra (zm. 22 maja 1520 w Krakowie) – prawnik, rektor Akademii Krakowskiej.

## Życiorys
Był synem Tomasza, pochodził z Mikołajewic w województwie sandomierskim pośmiertne określenie nobilis wskazuje na pochodzenie szlacheckie. W 1466 został wpisany na listę studentów Akademii Krakowskiej. W 1469 został bakałarzem, a w 1473 magistrem nauk wyzwolonych. W 1475 mieszkał w Bursie Ubogich. W latach 1479–1483 był rektorem szkoły przy kościele Mariackim. Powrócił na uczelnię rozpoczynając studia prawnicze w 1485 miał już stopień doktora dekretów. Od 1490 był wykładowcą na Wydziale Prawa, prowizorem i seniorem Bursy Prawników. W 1514 i 1515 dwukrotnie był wybierany na urząd rektora Akademii. Prywatnie miał być także nauczycielem późniejszego prymasa i kanclerza Jana Łaskiego. W latach 1492–1498 był proboszczem w Luborzycy. W latach 1495–1515 był archidiakonem kurzelowskim. Od 1508 był kanonikiem katedry wawelskiej, jako jej przedstawiciel uczestniczył w synodzie prowincjonalnym w Kole w 1509 i wraz z Jakubem z Ercieszowa udało mu się nakłonić delegatów aby nie obciążali uczelni krakowskiej podatkami. W 1517 był proboszczem w Giebułtowie. W 1519 został kanonikiem opatowskim. Pochowany został w katedrze wawelskiej.